# Boreotrophon macouni
Boreotrophon macouni är en snäckart som först beskrevs av Dall 1910.  Boreotrophon macouni ingår i släktet Boreotrophon och familjen purpursnäckor. Inga underarter finns listade i Catalogue of Life.